# بت تویدل
بت تویدل (به انگلیسی: Beth Tweddle) ژیمناست زادهٔ ۱ آوریل ۱۹۸۵ میلادی اهل کشور بریتانیا است.